# Trichodesma longipedicellatum
Trichodesma longipedicellatum är en strävbladig växtart som beskrevs av K. H. Rechinger och Riedl. Trichodesma longipedicellatum ingår i släktet Trichodesma och familjen strävbladiga växter. Inga underarter finns listade i Catalogue of Life.